# Otto III (książę Lüneburga)
Otto III (ur. ok. 1296, zm. 19 sierpnia 1352) – razem z bratem Wilhelmem książę Lüneburga od 1330 z dynastii Welfów.

## Życiorys
Otto III był synem księcia Lüneburga Ottona II Surowego oraz Matyldy, córki palatyna reńskiego i księcia Górnej Barawii Ludwika II. W 1314 r. został dopuszczony przez swego ojca do współrządów. Rok później ojciec zadecydował, że jego dziedzicami będą dwaj jego synowie, Otto, i Wilhelmem, którzy podzielą między siebie po jego śmierci księstwo Lüneburga (pozostali ich bracia zostali przeznaczeni do stanu duchownego). W 1316 r. brał udział w oblężeniu Stralsundu. Po śmierci ojca, wbrew jego postanowieniom Otto i Wilhelm objęli wspólne rządy w księstwie. Ponieważ jedyny syn Ottona (także Otto) zmarł w dzieciństwie, jedynym księciem Lüneburga po śmierci Ottona w 1352 r. pozostał Wilhelm. Oprócz zmarłego wcześnie syna Otto pozostawił z małżeństwa z Matyldą, córką księcia Meklemburgii Henryka II Lwa dwie córki: Elżbietę (zm. 1386) i Matyldę (zm. 1357, żonę Ottona II, hrabiego Waldeck).